# Max Bezzel
Max Bezzel (Herrnberchtheim, 4 febbraio 1824 – Ansbach, 30 luglio 1871) è stato uno scacchista tedesco che ha creato il rompicapo delle otto regine nel 1848.